# 叶良辅

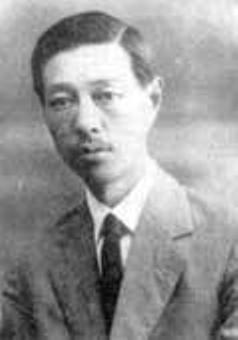

叶良辅（1894年8月1日—1949年9月14日）字左之，浙江杭州人。中华民国地质学家、岩石学家、地貌学家、地学教育家。

## 生平
1913年，自上海南洋中学毕业，考入工商部地质研究所（后更名为农商部地质研究所）学习。1916年毕业后，1916年6月任农商部地质调查所调查员。1920年1月至1922年6月，在美国哥伦比亚大学地质系学习，获理学硕士学位。1922年回国，1922年7月至1927年7月仍在地质调查所工作，曾经兼任北京大学地质系教授。1927年7月至1928年7月，任广州中山大学地质系教授兼系主任。1928年，任中央研究院地质研究所研究员，任至1937年。
1929年，任中国地质学会第七届评议会副会长。1934年至1935年，任地质研究所代所长，并且任中央研究院第一届评议会评议员。1935年，任中国地质学会第12届理事会理事长。1938年至1949年，任浙江大学史地系教授。1943年至1945年，任浙江大学史地系主任兼史地研究所主任。1949年5月，中国人民解放军占领杭州。1949年6月，任浙江大学地理系主任兼地理研究所主任。
1949年9月14日，叶良辅在杭州病逝。

## 著作
- 叶良辅．浙江北部长兴煤田．地质汇报，1919(1)：75—88，图版1—2．
- 叶良辅，刘季辰．直隶临榆县柳江煤田报告．地质汇报，1919(1)：27—55，图版1．
- L F Yih，The geology of Hsi shan or the western hills of Peking，Mem．Geol．Surv．China，1920，A(1)，Englishpp．1-113，Chinese pp．195，pls．1-15，text-figs．1-16．
- 叶良辅，李捷．安徽宣城泾县煤田地质．地质汇报，1924(6)：25-50，图版1．
- L F Yih，Petrogra phy of the Dioritic Rocks from the Contact Metamor－phic Ironore Regions of China．Bul1．Geol．Soc．China，1925，4(2)：105-117，pls．1-Ⅱ．
- L F Yih．An Analcite Syenite Porphyry from Ling Feng Hsien，Shansi．Bull．Geol．Soc．China，1925，4（2）：119-124，pl．1．
- L F Yih & C Y Hsieh．The Geological Structure and Physiographic History of the Yangtze Valley below Wu-Shan．Bull．Geol．Surv．China，1925，7，Englishpp．81-109，Chinese pp．49-70．pls．1-8．
- L F Yih．Types and Genesis of the Iron Deposits in Northern Anhui．Bull．Geol．Soc．China，1926，5（1），65—76，pl．1．
- 叶良辅．安徽南部铁矿之种类及成因．科学．1926，11(7): 849-858．
- L F Yih & K P Chao．Geology and Mineral Deposits of Yang Sin，Ta Yeh and O Cheng Districts，Hupeh．Mem．Nat．Res Inst．Geol．Acad．Sinica，1928，1，Chinese 1-38，English4，pls．1-3，map．1．
- L F Yih & K P Chao，The Lin Hsiang Ir on Deposits of Hupeh．Mem．Nat．Res．Inst．Geol．Acad．Sinica，1928，5，English pp．1-9，Chinese pp．1-10，pls. 1-7，map．1．
- 叶良辅，李璜，张更．浙江平阳之明矾石．中央研究院地质研究所集刊，1930（10）：1—52，图版1—10，地形图1，地质图1．
- 叶良辅．浙江沿海之火成岩．中央研究院地质研究所集刊，1930（10）．
- 叶良辅，李璜，张更．浙江青田县之印章石．中央研究院地质研究所丛刊，1931（1）：1—31，图版1—7，地形图1，地质图1．
- 叶良辅．中国东南沿海区流纹岩及凝灰岩之矾石化及叶腊石化作用．中央研究院地质研究所集刊，1931（11）：1—31．
- 叶良辅．中国东南沿海火成岩区之研究．中央研究院十八年度总报告，1931：145—147．
- 叶良辅，喻德渊．山东海岸变迁之初步观察及青岛一带火成岩之研究．中央研究院十九年度总报告，1932：175—176．
- 叶良辅，喻德渊．南京镇江间之火成岩地质史．中央研究院地质研究所专刊，乙种，1934（1）：1—137；英文摘要1—83，图版1—18．
- 叶良辅．研究浙江平阳矾矿之经过．地质论评，1936，1（2）．
- 叶良辅．地形研究指要．浙江大学史地教育丛刊，1940（1）．
- 叶良辅．科学方法与地学研究．浙江大学史地教育丛刊，1942（4）．
- 叶良辅．丁文江与徐霞客．浙江大学文科研究所丛刊，1942（4）．
- 叶良辅．老师作育的成功．地质论评，1947（12）．